# 東チモール県知事日記
『東チモール県知事日記』（ひがしチモールけんちじにっき）は、伊勢崎賢治の著作。
東チモール知事職だった自身の2000年3月12日から2001年5月14日までを記録したもの。2001年10月に藤原書店から出版された。
伊勢崎は3つの国連平和維持ミッションにかかわったが、東チモール知事職はその最初で、時系列による単著としてまとめられた唯一のもの。

## 背景（東チモール略史）
この著作の「序」による。
- 16世紀 チモール島はポルトガル植民地。
- 18世紀 西チモールはオランダ植民地。
- 1950年 インドネシア独立。西チモールもインドネシア。
- 1974年 ポルトガルにカーネーション革命。
- 1975年11月 東チモール独立革命戦線が独立宣言。しかし12月にインドネシアが軍事侵攻。
- 1976年7月  インドネシアが併合宣言。以後インドネシア占領下で24年間の内戦。
- 1998年 インドネシアでスハルト政権崩壊。
- 1999年1月 インドネシアのハビビ政権は、東チモールの住民投票を容認。
- 1999年8月 UNAMET管理下で住民投票。8割の住民は完全独立に賛成。しかし、これに反対するインドネシア併合派民兵が、全土で破壊活動。
- 1999年9月  オーストラリアを主とする23国の多国籍軍が上陸し、治安を回復。
- 1999年10月 国連は東チモール暫定行政機構（UNTAET）を設立。2002年1月まで国政を管理。

## 知事赴任前の著者
- 1988年 30歳で国際NGO、プラン・インターナショナルに就職。シエラレオネ、ケニア、エチオピアで現地所長。
- 1997年 伊勢崎はアフリカから帰国。翌年笹川平和財団の主任研究員。
- 1999年10月 外務省国連政策課から電話が来た。「ご存知のことと思いますが、国連安全保障理事会が今月中に東チモールのPKOのミッションを創設致します。ご興味はございませんか？」
- 2000年3月  UNTAET民生官となり、東チモール国境のコバリマ県知事に任命された。

## 内容
以下、年を記載しない月日は2000年。

### 県組織の構築運営
- 県政評議会を設立。県議会の代行組織の位置付け（5月1日）。
- 県治安委員会を設立。2つの国連大隊、国連軍事監視団、文民警察の代表からなる（7月3日）。
- 治安事態に対応する緊急対策会議を準備（7月31日、8月1日）。2001年4月3日に国境での発砲交戦で実動。

### 国連軍の統括
- 2つの国連大隊を知事が文民統括。ニュージーランド歩兵大隊900名、パキスタン工兵大隊600名（3月22日、4月14日）。
- 7月24日にニュージーランド大隊の兵士、8月11日にネパール中隊の兵士、計2名が、潜伏するインドネシア併合派民兵と戦闘して死亡。
- インドネシア併合派民兵に対する武器の使用基準を変更。自己防衛のためには口頭警告なしで発砲可（10月25日）。[注 2]
- スアイ市内の騒動。アイルランド中隊が民間人に銃を向けた（2001年4月26日）。

### インドネシア軍との円卓会議
- 2週間ごとに国境で、西チモールを守備するインドネシア軍と円卓会議。ちょっとした誤解・衝突を処理する（4月1日）。目的は信頼醸成だと、西部国連軍を統括するルイス准将[注 3]に教わった。

### 西チモール在住難民の帰還手続き
- 1999年の東チモール住民投票前後に、併合派民兵による混乱で、20万人超（東チモール人口の3分の1弱）の東チモール人が、西チモールに避難または強制移住していた。東チモールとして民主国家を作るには、彼らが帰還の上で選挙されるべき（3月20日、7月23日）。
- 2000年9月、インドネシア併合派民兵が、西チモールの国連難民高等弁務官事務所（UNHCR）を攻撃、職員3人を惨殺。国連職員は全員西チモールを撤退（9月6日）。以後国連は、難民帰還に関与できず。

### 治安、暴動への対応
- 伊勢崎の休暇中に、ベコ村でCPD-RDTLという政党に対しチモール抵抗民族評議会（CNRT）が暴力。国連軍と文民警察が出動する事態に（6月29日）。

### 司法の未整備
- 重罪人の併合派民兵を首都に送っても、UNTAET本部の司法整備ができていないため、証拠不十分で釈放されてしまう（11月12日）。[注 4]
- 併合派民兵の大物、メンドンサの扱い。やはり首都で釈放されてしまった。対策を検討（2001年3月22日、4月27日）。

### 東チモール国軍の必要性
- 伊勢崎は東チモールに軍隊は必要ないと意見（12月10日、15日、2001年3月4日）。

### UNTAET本部への批判
- UNTAET本部を通じ、世界銀行が介入を計画。それは現地の実情に合わないとやりあう（5月25日、7月18日）。
- 8月インドネシアがルピア紙幣を一部廃止。UNTAETも東チモール内の該当紙幣の廃止を発表。これではパニックを誘発するから、紙幣交換の制度を作るべきと意見（8月21日）。

### 労働争議の調停、職員の規律確保
- NGOが運営する県立病院で東チモール人がストライキ。その調停（4月9日）。
- 5月にボランティア教師から公務員教師への選抜試験を施行。この採点に不正があったのではないか、という疑惑（8月28日）。アリピオが主導して調査（10月21日）。
- パキスタン兵の地元女性へのセクハラ事件（5月4日、11月24日。翌年4月23日に処分決定）。

### 東チモール人への権限委譲
- 副知事に東チモール人アリピオが赴任（10月18日）。
- アリピオを県知事代理、ガンビア人農業専門家サナを国連アドバイザーに任命し、任地を去る（2001年6月14日）。

## 伊勢崎離任後の東チモール
この著作にはないできごとを簡単に記す。
- 2001年1月 東チモール民族解放戦線兵士を主体に、東チモール国軍を再編。
- 2001年8月 議会選挙
- 2002年3月 憲法制定 4月大統領選挙
- 2002年5月 UNTAETから全権限を移譲され、東チモールは完全独立。
- 2002年3月～2004年6月  日本の自衛隊がPKOとして派遣された。[注 5]
- 2006年4月 国軍離脱者による抗議行動が、武力衝突に発展し混乱。[注 6]